# Фудзивара, Саймон
Саймон Фудзивара (англ. Simon Fujiwara; род. 10 сентября 1982, Харроу, Большой Лондон) — британский художник.
Его работы варьируются от картин и фотографий до инсталляций, фильмов и скульптур. Их выставляют по всему миру, например, в Современной галерее Тейт в Лондоне, во Токийском дворце в Париже, Музее современного искусства в Нью-Йорке, Ирландском музее современного искусства в Дублине и Художественной галерее Tokyo Opera City.
Фудзивара рассматривает свое искусство как смесь политики, архитектуры и собственной биографии. Например, в галерее Тейт Сент-Айвс он реконструировал бар отеля, которым управляли его родители в Испании, когда Саймон был маленьким. Он наполнил эту сцену эротическими элементами.

## Биография
Саймон Фудзивара родился в пригороде Лондона Харроу. Его семья (мать британка, отец японец) переехала в Японию, затем в Испанию и, наконец, в Корнуолл. Он изучал архитектуру в Кембриджском университете, а с 2005 по 2008 год — искусство в Штедельшуле во Франкфурте.
Работы Фудзивары широко выставлялись по всему миру как на персональных, так и на групповых выставках.
«Музей инцеста» — одна из первых его перформанс-работ, отобранных для индивидуальной экспозиции и ознаменовавшей начало его карьеры как художника. Первоначально «Музей инцеста» был представлен в 2008 году в галерее Лимончелло в Лондоне.
В 2008 году совместно с архитектором Сэмом Каузером Фудзивара задумал «галерею шкафов» — инсталляцию, запущенную в рамках Лондонского фестиваля архитектуры и поддержанную Архитектурным фондом.
Картина «Добро пожаловать в отель Мунбер», впервые выставленная в 2008 году во Франкфурте-на-Майне, осуждала притеснение и цензуру гомосексуалистов во время франкистской диктатуры в Испании. Картина была выставлен в разных местах: на Art Basel 41 в 2010 году, на The Power Plant в 2011 году и на Тейт Сент-Айвс в 2012 году. Особое внимание международных СМИ она привлекла, когда в 2011 году подверглась цензуре на Сингапурской биеннале. В частности, некоторые порногомосексуальные образы проекта были удалены без согласия художника.
Для фестиваля Frieze Art Fair 2010 года он задумал инсталляцию «Замороженный», отмеченную премией Картье для начинающих художников. Она воссоздает археологические руины воображаемой исчезнувшей цивилизации. В 2011 году его первый театральный спектакль «Мальчик, который кричал: «Волк!» был представлен в берлинском театре Хеббель-ам-Уфер, на Нью-Йоркской биеннале Performa 11 и в Музее современного искусства Сан-Франциско.
На своей выставке 2015 года «Люди Вечерней страны» в Proyectos Monclova в Мехико Фудзивара продемонстрировал новые произведения, более тесно связанные с Германией, в том числе работы, основанные на сепараторах мусора, используемых для сортировки отходов на немецких кухнях а также серию абстрактных картин под названием «Маски (Меркель)», изображающая увеличенные портреты небольших участков макияжа Ангелы Меркель.

## Награды
С октября 2008 года по март 2009 года Фудзивара был постоянным художником Центра МАК в Доме Шиндлера в Лос-Анджелесе. В 2009 году был удостоен стипендии Arts Foundation в области внутренней архитектуры. Инсталляция «Замороженный» принесла ему премию Картье для начинающих художников. Фудзивара получил премию Baloise Art Prize. В 2011 году был номинирован на премию South Bank Award в категории визуального искусства.